# Frastanz
Frastanz é um município da Áustria, situado no distrito de Feldkirch, no estado de Vorarlberg. Tem 32,26 km² de área e sua população em 2019 foi estimada em 6.507 habitantes.